# Палладиевая печать
Палла́диевая печа́ть — процесс монохромной фотопечати, основанный на светочувствительности оксалата железа (III). Вариант платиновой печати.
Процесс начал использоваться во времена Первой мировой войны, поскольку платина, широко используемая в военных целях, стала фотографам недоступна. Палладий, в те времена более доступный, чем платина, давал схожие с ней результаты. Процесс использовался до 1930-х годов, когда палладий значительно подорожал.

## Характеристики, по сравнению сплатиновой печатью
- Более тёплый оттенок.
- Меньшая склонность к соляризации.
- Бо́льший диапазон оптических плотностей, требующий использования более контрастных негативов.
- Более насыщенный и плотный чёрный цвет.
- Мягкое изображение с приятными областями свето́в.